# 오픈샷
오픈샷 비디오 에디터(OpenShot Video Editor)는 윈도우, macOS, 리눅스, 크롬 OS용 자유-오픈 소스 영상 편집기이다. 이 프로젝트는 2008년 8월 안정적이고 자유롭고 친근하게 영상 편집기를 사용할 수 있도록 하는 것을 목표로 Jonathan Thomas에 의해 시작되었다.
이 프로그램은 버전 2.1.0(2016년 출시)부터 윈도우, macOS, 리눅스를 지원한다. 오픈샷은 버전 2.6.0(2021년 출시)에 크롬 OS 지원을 추가했다. 2020년을 기점으로 비공식 포터블 버전이 존재한다.
오픈샷은 파이썬, PyQt5, C++으로 개발되었으며 파이썬 API를 제공한다. 오픈샷의 핵심 영상 편집 기능은 C++ 라이브러리인 libopenshot으로 구현되어 있다. 핵심 오디오 편집은 JUCE 라이브러리에 기반을 둔다.

## 같이 보기
- 샷컷